# Bundesstraße 172n
Pour les articles homonymes, voir Route 172.
La Bundesstraße 172n est un projet de Bundesstraße dans le Land de Saxe.
Ce projet d'une rocade au sud de Pirna est officiellement en construction depuis le 3 août 2017. Une première section est en service depuis le 15 décembre 2022.
L'objectif de la nouvelle construction routière est de réduire le trafic de transit à Pirna, d'éviter la montée abrupte vers le plateau près de Pirna-Sonnenstein et d'améliorer l'accessibilité aux communes du massif gréseux de l'Elbe le long de la Bundesstraße 172.

## Itinéraire
Les premiers plans de contournement de la B 172 sont élaborés à l'époque de la République démocratique allemande dans le cadre de la planification d'une nouvelle autoroute de Dresde à Prague (aujourd'hui Bundesautobahn 17). Cependant, à cette époque, seul un contournement près du centre-ville doit être mis en œuvre depuis la jonction dite de Feldschlösschen par les Einsteinstraße et Seminarstraße jusqu'à la courbe dite de Hanno.
En raison de l'augmentation soudaine du trafic sur la B 172 après 1990, il apparaît rapidement que la seule façon de vraiment soulager le centre-ville de Pirna du trafic de transit est un contournement loin du centre-ville. Dans les années 1990, diverses variantes sont étudiées, dont certaines prévoient un contournement loin au sud de la ville au niveau des quartiers de Rottwerndorf et Neundorf.
D'après les plans de la DEGES, un itinéraire identifié comme variante préférée bifurque de la route de desserte vers la B 172 au niveau du domaine de Lindigt am Feistenberg, traverse la vallée de la Seidewitz à peu près au niveau de la limite du district de Pirna et Zehista, passe le versant sud du Kohlberg, traverse la vallée de la Gottleuba à Südvorstadt et atteint la B 172 au sud du quartier de Sonnenstein.
Cette soi-disant "Variante 1A" est confirmée en janvier 2006 par le conseil municipal de Pirna. Une connexion à la S173 Pirna-Berggiesshübel à Seidewitztal est prévue. Pour des raisons écologiques, cependant, la vallée de la Gottleuba est traversée par un pont élevé afin de minimiser l'impact sur la zone forestière de Viehleite, de sorte qu'il n'est pas possible de connecter la S174 dans la vallée de la Gottleuba. Le Kohlberg est maintenant traversé par un tunnel.
Le 9 août 2006, le concours pour la construction du pont dans la vallée de la Gottleuba est décidé. Une conception de la société d'ingénierie Schüßler-Plan en coopération avec l'architecte de Rostock André Keipke est sélectionnée pour la mise en œuvre.
Après les objections du ministère de l'Économie, du Travail et des Transports de Saxe concernant les coûts élevés, la planification de la conception est modifiée en 2012, passant d'une connexion partielle sans plan à une connexion à Pirna-Sonnenstein contrôlée par des feux de circulation.
La décision d'autorisation d'urbanisme du projet est rendue en décembre 2015 et est devenue définitive en mars 2016.
Une fois achevée, la B 172 sera déplacée du centre-ville de Pirna vers la rocade sud.

## Mise en œuvre
En septembre 2016, l'acquisition des terrains nécessaires à la construction et les mesures compensatoires de conservation de la nature débutent. Les explorations archéologiques commencent en octobre 2016. En janvier 2017, les mesures de construction préparatoires commencent sur Zehistaer Straße et dans la vallée de Seidewitz.
Les travaux de construction proprement dits commencent à l'été 2017 avec le pont sur la Seidewitz et la Zehistaer Straße (S 173). La cérémonie d'inauguration a lieu le 3 août 2017.
Fin 2018, la construction du viaduc d'une hauteur maximale de 70 mètres au-dessus de la vallée de la Gottleuba, y compris la construction ultérieure de la route en direction de Sonnenstein/Krietzschwitz, commence. La construction de la route de la Zehistaer Straße (S 173) en direction de Feistenberg et de l'autoroute commence en 2019.
En septembre 2020, le tunnel de Kohlberg est exploité, il est en grande partie creusé à l'aide de méthodes d'exploitation minière avec des excavatrices de tunnel et des ciseaux à roche.
L'ensemble de l'itinéraire doit être ouvert à la circulation en 2026 au lieu de 2023 initialement. Le tronçon allant de la jonction Pirna-Süd (B172a) à la jonction Pirna-Zehista (S173) ouvre à la circulation le 15 décembre 2022.